# شهرستان چویانگ
شهرستان چویانگ (به لاتین: Quyang County) یک شهرستان‌های جمهوری خلق چین در چین است که در بائودینگ واقع شده‌است.
 شهرستان چویانگ ۱٬۰۸۳٫۷ کیلومتر مربع مساحت و ۶۰۰٬۰۰۰ نفر جمعیت دارد.